# Aihole
Aihole (Kannada: ಐಹೊಳೆ) is een dorp en voormalige stad en dusdanig een toeristische trekpleister in het district Bagalkot van de Indiase deelstaat Karnataka, gelegen aan de rivier de Malaprabha, ten oosten van Pattadakal en Badami. In vroege inscripties komt de vroegere stad voor als Ayyavole en Aryapura. Deze stad wordt gezien als de wieg van de rotsarchitectuur van het hindoeïsme vanwege de ruim 125 tempels en grotten, die een belangrijke toeristische trekpleister in het noorden van Karnataka vormen. Het huidige dorp telde 2549 inwoners bij de volkstelling van 1981.
Aihole was de eerste hoofdstad van de vroege dynastie van de Chalukya's. Zij bouwden er vele tempels in verschillende stijlen en de plek wordt gezien als een laboratium voor experimenten in rotsinsnijdingsarchitectuur. De tempels, waarvan de eerste verrezen in de 5e eeuw en waarvan de piek tussen de 6e en de 12e eeuw lag, vormden de opmaat voor de latere grotere Chalukya-tempels van Pattadakal.

## Tempelcomplex

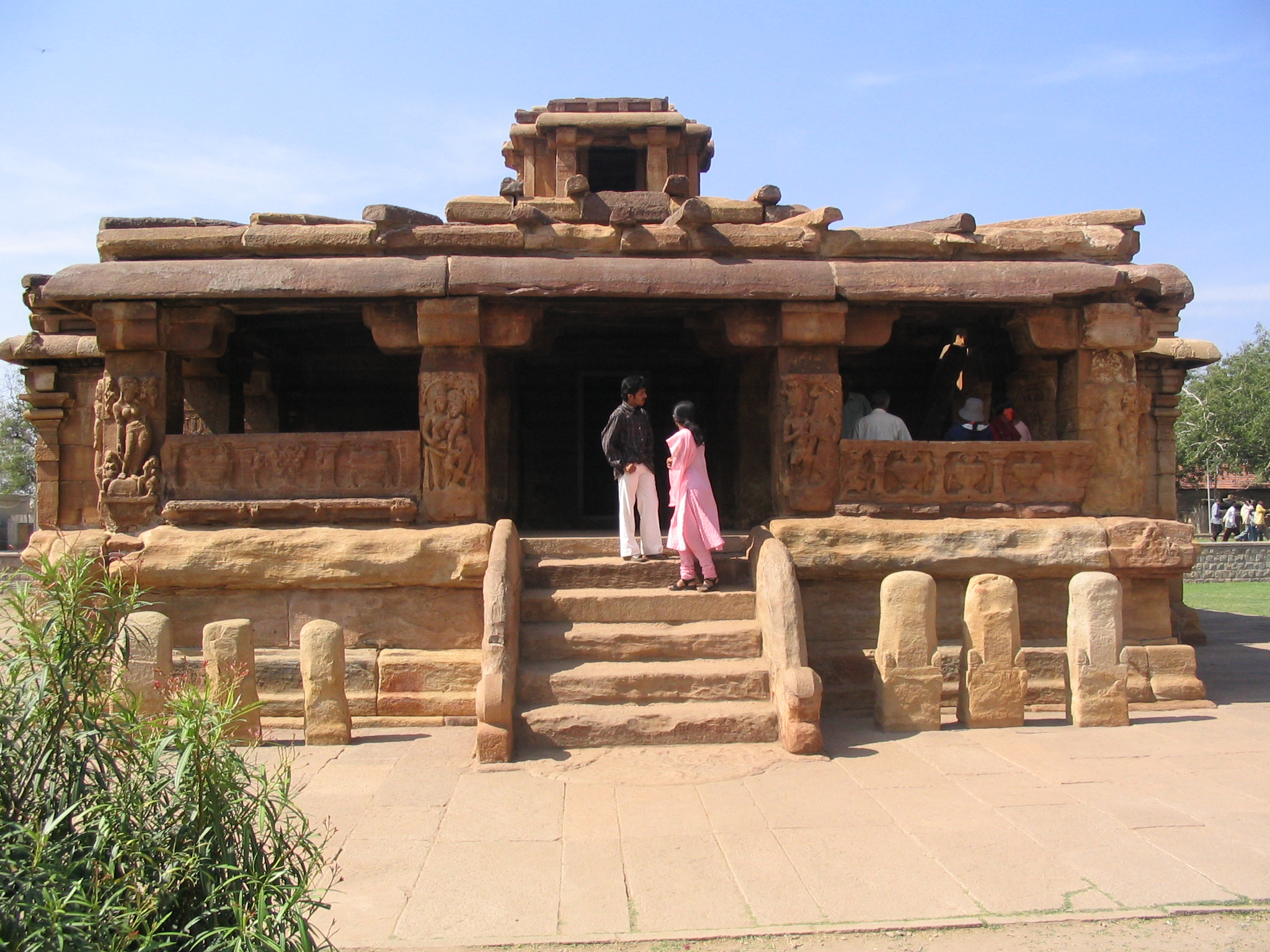
Tempel in Aihole

De vroege Chalukya's erfden de kunststijlen die ze in hun tempels verwerkten grotendeels van hun buren ten noorden en zuiden van hun koninkrijk. De gekromde torens versierd met blinde bogen kwamen uit het noorden van India. De gepilasterde muren met ingedrukte panelen komen uit het zuiden van India. Het gebruik van de stijl van de Dekan is terug te zien in de balkons, gebogen dakranden, hellende daken en uitbundig gesneden zuilen en plafonds. Het vormde daarmee dus een stijl van bouwen die verschillende elementen combineerde.
Typische elementen die worden beschouwd als uniek voor de vroege westelijke Chalukyaanse architectuur omvatten bouw zonder gebruik van cement, de benadrukking van lengte in plaats van breedte of hoogte, platte daken, rijk versierde plafonds en -in de beeldhouwkunst- nadruk op relatief weinig belangrijke figuren, die van elkaar lijken te zijn geïsoleerd in plaats van in groepen te zijn geplaatst.
Er worden binnen Aihole meestal twee hoofdgroepen van tempels onderscheiden; de Kontigudi-groep en de Galaganatha-groep, al onderscheiden sommige historici wel 22 groepen.
De Kontigudi-groep bestaat uit drie tempels; Lad Khan, Huchiappayyagudi en Huchiappayya math:
- Lad Khan werd gebouwd in de late 7e of vroege 8e eeuw en is vernoemd naar een 19e-eeuwse bedelmonnik, die hier toen leefde. De tempel bestaat uit een schrijn met twee mantapa's (open voorportaal met pilaren) ervoor. In de schrijn bevindt zich een lingam (symbool) van Shiva. De mukhamantapa (voorste mantapa bij de ingang) voor de schrijn telt 12 uitgesneden zuilen. De sabhamantapa (zuilenzaal) voor mukhamantapa heeft zuilen die zijn opgesteld in de vorm van twee naar binnenlopende (concentrische) vierhoeken. Er bevinden zich ook stenen rasters op de muur, waarin bloemmotieven zijn opgenomen. De tempel werd gebouwd in de stijl van een 'Panchayat-zaal' (zaal voor wijzen of oudsten), wat wijst op een vroeg experiment in tempelbouw. De ramen zijn gevuld met latwerk, een stijl die oorspronkelijk uit het noorden van India komt.
- Huchappayyagudi heeft in tegenstelling tot de Lad Khan een gekromde toren (shikhara) over het heiligdom. Het interieur van de tempel bevat veel kunstzinnige uitsnijdingen.
- Huchimalligudi werd in de 7e eeuw gebouwd en toont een ontwikkeling in de tempelbouw, daar hier een ardhamantapa (voorportaal) is verbonden met het hoofdheiligdom.

De Galaganatha-groep bestaat uit ongeveer dertig tempels langs de rivier de Malaprabha. De hoofdschrijn van Galaganatha vereert Shiva, heeft een gekromde shikhara en bevat bij de ingang afbeeldingen van Ganga en Yamuna.
- Durga (forttempel) lijkt te zijn gebouwd tegen het einde van de 7e, begin van de 8e eeuw en is mede vanwege haar vorm de bekendste van alle tempels van Aihole. Het heeft een apsidale opzet, langs de lijnen van een boeddhistische chaitya (een schrijn met een stoepa), een hoge geboetseerde adisthana (stenen platform) en een toren; een gekromde shikhara. Romd de tempel loopt een zuilengalerij, die de schrijn, de mukhamantapa en de sabhamantapa omsluit. In de hele tempel bevinden zich kunstzinnige uitsnedes.
- Meguti is een jaintempel, die zich bevindt op een heuveltje. Het is de enige tempel waarvan het bouwjaar (634) met zekerheid bekend is doordat hiervan een inscriptie is overgebleven in de buitenmuur van de tempel, waarin wordt geschreven dat de tempel onder leiding van Ravikeerthi; een wetenschapper aan het hof van keizer Pulakesi II (610-642) werd gebouwd. De tempel bevindt zich op een verhoogd platform en naar de ingang van de mukhamantapa loopt dan ook een rij traptreden. De mukhamantapa zelf is behoorlijk groot. Een serie traptreden leidt verder naar een andere schrijn op het dak, direct boven de hoofdschrijn. Vanaf het dak is een uitzichtmogelijkheid over de vlakte met zijn meer dan 100 tempels. Mogelijk is de tempel nooit volledig afgebouwd. Meguti vormt een bewijs van een vroege vorm van Dravidische architectuur.
- Ravanaphadi is een uit de rotsen uitgehakte tempel met een rechthoekige schrijn met twee mantapas ervoor en een in de rotsen uitgehakte Shiva-lingam. De tempel dateert uit de 6e eeuw en bevindt zich ten zuidoosten van de Hucchimalli-tempel (7e-eeuwse rotstempel). Het vormt een shaivistische rotstempel met een heiligdom dat groter is dan dat van de Grottempels van Badami. Dit heiligdom heeft een vestibule met een drievoudige ingang en bewerkte zuilen.
- Gowda is een tempel die op dezelfde wijze als de Ladh Khan-tempel werd gebouwd, maar dan eerder. Er bevinden zich 16 zuilen en de tempel is gewijd aan Bhagavathi (algemeen woord voor godin).
- de 'museum- en kunstgallerie' is een kunstgalerie die wordt beheerd door de archeologische dienst van India in het complex van de Durgatempels.
- Suryanarayana is een tempel uit de 7e of 8e eeuw met een vierzuilig binnenheiligdom en een toren in de stijl van de nagara (uit Noord-India) eroverheen. Er bevindt zich een 60 centimeter hoog beeld van Surya met zijn consorten Ushas en Sandhya (in de vorm van paarden).